# Vektordatenbank
Eine Vektordatenbank ist ein Datenbanksystem, das dem Speichern und Durchsuchen von Vektoren dient. Das System ist auf die effiziente Suche nach ähnlichen Vektoren innerhalb der Datenbank optimiert. Unter Vektoren versteht man in diesem Sinne Elemente aus dem reellen Vektorraum {\displaystyle \mathbb {R} ^{n}}. Die Vektoren sind dabei in der Regel hochdimensionale Repräsentationen von unstrukturierten Daten, wie Bildern, Videos oder Texten (siehe auch Semantische Suche). Als Ähnlichkeitsmaß der Vektoren kann man in der Regel zwischen mehreren Alternativen wählen, üblich sind unter anderem die Kosinus-Ähnlichkeit und der Euklidische Abstand.
Als Suchalgorithmus kann z. B. die approximative Nächste-Nachbar-Suche verwendet werden (siehe z. B. faiss oder annoy).